# Накуша
Накуша (хинд. लागी तुझसे लगन) индијска је сапуница, снимана од 2009. до 2012.
У Србији је од 2013. до 2015. емитована на телевизији Пинк.

## Синопсис
У сваком граду постоје квартови пред којима људи најрадије затварају очи. У таквом кварту у Бомбају живи прелепа девојка Накуша чије име значи "нежељена".
Жене из тог предграђа раде углавном као служавке. Накушино лепо лице је за њу само претња и проклетство. Зато њена мајка да би је сачувала од насртљиваца свакодневно боји њено лице да би постало ружно како се нико не би загледао у њу. Ово је ипак љубавна прича између моћног гангстера Дута и Накуше, лепотице која у окрутном свету мора да крије своје лице и осваја само добротом и душом.
Бежећи од локалног полицајца Малмала који на силу хоће да је ожени, Накуша и њена породица наилазе на Дуту, који их спашава, али у обрачуну бива рањен. У болници Накуша даје крв и спашава Дуту од сигурне смрти. У знак захвалности Дута их прима да живе у његовој породици и раде као слуге. Иако слушкиња, Накуша има посебан статус, она саветује и помаже Дути и охрабрује га да престане да пије.
Заплет почиње када Дутина мајка, желећи да види сина ожењеног и сређеног, налази девојку Сиприју и убедјује сина да је узме за жену. Дута признаје Накуши да је раније био заљубљен у једну девојку, али да га је она преварила и да је због тог разочарења од скромног механичара постао локални гангстер. Сада се плаши да се поново не разочара, па зато избегава да се зближи са Супријом. Иако свесна да се и сама заљубила у Дуту, Накуша га охрабрује да пружи животу још једну прилику и прихвати Суприју. Међутим, она воли другог и планира бекство са њим.
Помаже им Кала, али прави план да оптужи Накушу да им је она саучесник. На дан венчања Дуте и Суприје, открива се план и Накушу оптужују да је то био њен план да би покварила венчање, пошто воли Дуту.
Бесан и разочаран, Дута одлучује да казни Накушу тако што ће се оженити њом и направити јој пакао од живота. Њена љубав, благост и пожртвованост чине да јој Дута опрости. На дан венчања Дута открива да је Накуша у ствари права лепотица, а да је све време скривала своје лепо лице, како не би била предмет пожуде лоших мушкараца. Њиховој срећи није било краја када су добили дете.

## Улоге
| Глумац                          | Улога             |
| ------------------------------- | ----------------- |
| Махи Виђ                        | Накуша Патил      |
| Мишал Рахеџа / Шабир Ахлувалија | Дута Срирам Патил |
| Адеш Чаудари                    | Дигамбар          |
| Риди Догра                      | Суприја           |
| Свати Читнис                    | Аји Сахиб         |
| Винеј Рохра                     | Баџирао           |
| Ашка Горадија                   | Калавати          |
| Мурли Шарма                     | Малешвар Ана      |
| Моули Гангули                   | Субалакшми        |
| Тину Ананд                      | Дамодар Патил     |
| Ловена Кан                      | Рупвати           |
| Анша Сајед                      | Лилавати          |
| Сони Синг                       | Маду              |